# Länsväg 186
Länsväg 186  är en svensk länsväg som går från Grästorp via Nossebro, Essunga kyrkby och Jonslund till väg E20 vid Lekåsa.

## Anslutningar
- Riksväg 47 i Grästorp
- Länsväg 190 i Nossebro
- E20

## Alternativa vägar
Mellan Nossebro och Vårgårda (och vidare mot Göteborg) är det troligen bättre att köra väg O 2504 Nossebro-Fåglum-E20 vid Södra Härene. Den vägen är kortare och rakare men smalare än länsväg 186, för smal att accepteras som primär länsväg.

## Historia
Länsväg 186 infördes i slutet av år 2007. Innan dess var denna väg en övrig länsväg, som ritades med en smal linje på kartor. Essunga kommun och dess centralort Nossebro hade bara sådana vägar till dess.
Före 1985 fanns en länsväg 186 som gick Grästorp-Falköping. Den bytte då nummer till Riksväg 47.
Vägen Grästorp-Nossebro är troligen byggd på 1960-talet. Vägen Nossebro-Lekåsa har i stort sett samma sträckning som på 1800-talet, några rätade kurvor, breddat och asfalterat.